# Église du Sacré-Cœur de Strasbourg
L'église du Sacré-Cœur est un édifice religieux catholique sis rue de Balbronn dans le quartier de la Montagne Verte à Strasbourg, en France.